# Eleutherios Poupakīs
Eleutherios Poupakīs (in greco: Ελευθέριος Πουπάκης; 28 febbraio 1946) è un ex calciatore greco, di ruolo portiere.

## Palmarès

### Club

#### Competizioni nazionali
- Campionato greco: 1

Olympiakos: 1974-1975
- Coppa di Grecia: 1

Olympiakos: 1974-1975